# Dálnice A5 (Itálie)
Dálnice A5 (italsky Autostrada A5) je jednou z dálnic v Itálii.
Dálnice A5 se nachází na severu země, spojuje Turín s regionem Údolí Aosty a vede na státní hranice s Francií. Tam se napojuje na dálnici A40, vedoucí dále do Chamonix a Mâconu v Burgundsku. Dlouhá je celkem 140 km; ukončena není normálně hraničním přechodem – francouzská hranice se nachází přímo uprostřed dálničního tunelu, který byl vyražen pod Mont Blancem. První úsek dálnice byl zprovozněn roku 1961.